# Interstate Highway

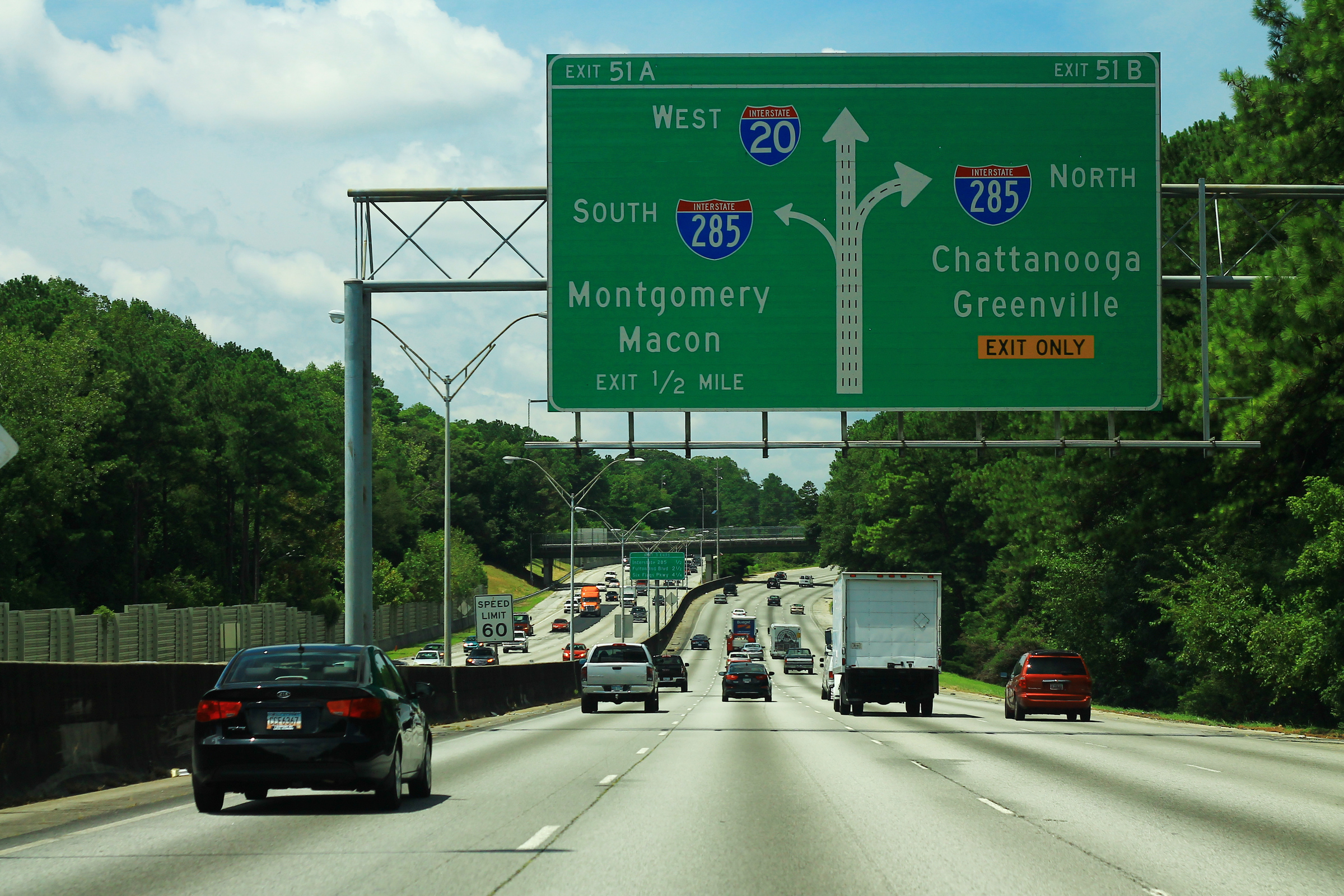
Blick auf die Interstate 20 nahe Atlanta, Georgia

Die Interstate Highways (oder kurz Interstates) sind ein Fernstraßennetz in den USA und das Gegenstück zu den europäischen Autobahnen. Sie ergänzen die US Highways bzw. US Routes, die den deutschen Bundesstraßen entsprechen, sowie die State-Highways. Der Unterschied zu dem älteren US Highway-System besteht darin, dass Interstates durchgehend als Freeway ausgebaut sind, also als mehrspurige, kreuzungsfreie Fernstraßen, die nur durch Auf- und Abfahrten betreten und verlassen werden können, während US Highways und State Highways nur teilweise Freeway-Abschnitte aufweisen, ebenerdige Kreuzungen mit anderen Straßen haben und gerade in ländlichen Gebieten nur zweispurig sind. Viele US-Highways wurden im Laufe der Zeit zu Interstates ausgebaut oder teilen sich auf manchen Abschnitten den Streckenverlauf.
Interstate Highways durchqueren teilweise das gesamte Land von Nord nach Süd und West nach Ost und verbinden darüber hinaus große urbane Zentren miteinander. Jeder der 48 zusammenhängenden Bundesstaaten hat mindestens einen Interstate Highway, der durch ihn führt. Die Interstate-Strecken führen in urbanen Gebieten oft im Graben oder auf Aufschüttungen oder Brücken nah an die Stadtzentren heran und bilden dort die für US-Städte typischen Autobahnringe oder großzügig gestaltete Autobahnkreuze mit komplexen Rampen, die das Stadtbild mitprägen, während US Highways gerade bei kleineren und mittelgroßen Städten die Hauptstraße(n) der Stadt bilden und mitten durch die Ortschaft führen. In vielen Fällen werden Interstates von sogenannten Frontage Roads gesäumt, die dem Highway beidseitig als Parallelstraßen dienen und für eine flüssige Auf- und Abfahrt sorgen sollen. Das Streckennetz der Interstate Highways hatte im Jahr 2022 eine Länge von 78.680 Kilometern (48.890 Meilen). Auf allen Interstates gibt es Geschwindigkeitsbegrenzungen, die von den jeweiligen Bundesstaaten festgelegt werden, außerdem sind manche Streckenabschnitte mautpflichtig.
Der Name des gesamten Straßensystems lautet Dwight D. Eisenhower National System of Interstate and Defense Highways (kurz Interstate Highway System oder Interstate System). Die Ergänzung Defense Highway betont dabei die mögliche militärstrategische Nutzung der Fernstraßen im Falle eines Krieges auf US-amerikanischen Boden. Die ersten Interstates wurden in den 1950er Jahren auf Initiative des damaligen US-Präsidenten Eisenhower gebaut. Der Name Interstate betont zwar die Verbindung zwischen verschiedenen Bundesstaaten, was auch der Hauptzweck des Fernstraßensystems, aber keine Bedingung für die Klassifizierung als solche ist. Auch die US-Highways durchqueren oft mehrere Bundesstaaten und verlaufen teilweise von Küste zu Küste. Nur State Highways sind auf das Gebiet des jeweiligen Bundesstaates beschränkt.

## Geschichte

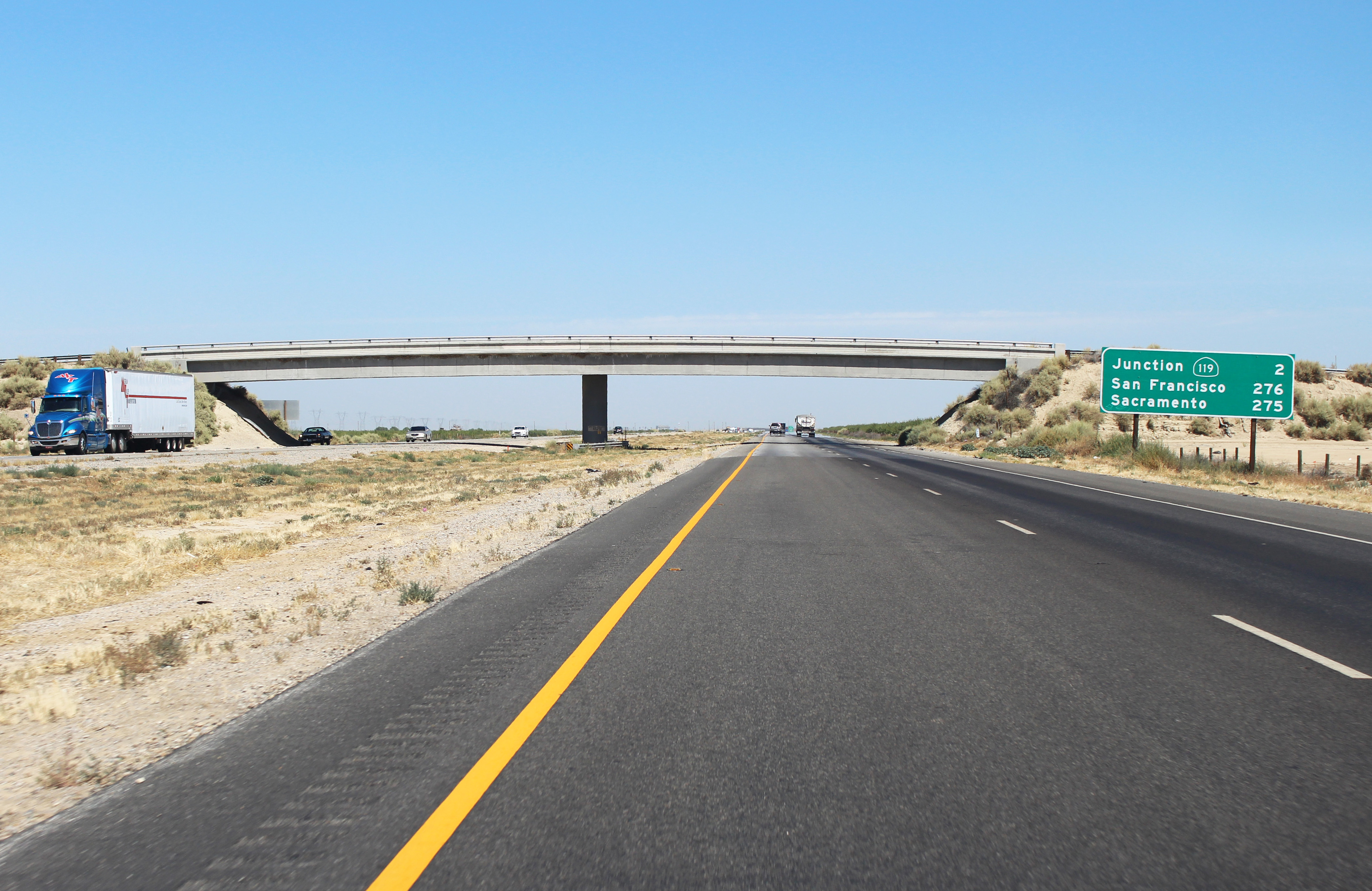
Die I-5 in Kalifornien

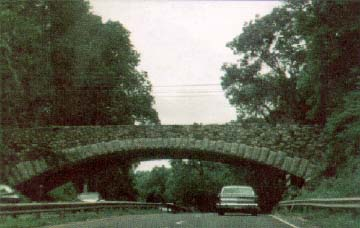
Der Merritt Parkway in Connecticut – eine der ältesten Autobahnen in den USA

Die erste von der Bundesregierung in Auftrag gegebene Fernstraße war The National Road ab Maryland in Richtung Westen, durch Gesetz vom März 1806 ins Leben gerufen. Die Bauarbeiten begannen im Juli 1811 in Cumberland (Maryland) und erreichten 1839 Vandalia (Illinois).
Der Bau des Bronx River Parkway im Bundesstaat New York begann schon 1907. Im Jahr 1924 wurde er als erste reine Autostraße eröffnet, die jedoch nicht den Highway-Status trug. Das nationale Highway-System begann im November 1921 mit dem Bundesgesetz The Federal Aid Highway Act, das zu einem intensiven Ausbau des Systems führte. 1938 wurde der Long Island Parkway eröffnet. Noch im gleichen Jahr öffnete auch der Merritt Parkway in Connecticut. Der erste Abschnitt des Pennsylvania Turnpike wurde 1940 für den Verkehr freigegeben. Der New Jersey Turnpike wurde 1946 eröffnet.
Gleichzeitig entstanden an der Ostküste regionale Autobahnnetze vor allem in den Bundesstaaten New York und Pennsylvania, die in den 1920er und 1930er Jahren systematisch die Fläche erschlossen.
Nach dem Zweiten Weltkrieg plante US-Präsident Dwight D. Eisenhower mit dem überarbeiteten Highway Act vom 29. Juni 1956 ein im Wesentlichen durch die Mineralölsteuer finanziertes Autobahnnetz nach deutschem Vorbild zu schaffen, das sich sowohl zivil als auch militärisch nutzen ließ. Die neugebauten Interstate Highways sollten das Netz der U.S. Highways ergänzen, nicht jedoch ersetzen.
Eisenhower und sein Planungsteam wollten ursprünglich nur ein Netz zwischen Städten und Siedlungszentren aufbauen. Es war nicht vorgesehen, dass die Highways in die Stadtgebiete geführt werden oder diese durchschneiden sollten. Nur die Überland-Anteile sollten aus der Mineralölsteuer bezahlt werden. Die Städte selbst hätten dieses Netz dann an ihre Straßen anbinden sollen. Wegen der hohen Grundstückskosten wären die innerstädtischen Verbindungsstraßen mit wesentlich weniger Kapazität geplant worden, sie hätten nutzungsabhängig finanziert werden sollen, um einen Anreiz zur Vermeidung von Verkehr zu geben. Dieses Konzept wurde aufgegeben, weil die überwiegend aus städtischen Räumen kommenden Abgeordneten des Kongress einer Verwendung der Bundesmittel überwiegend auf dem Land wohl nicht zugestimmt hätten. Außerdem entwickelte sich die Finanzierung des Programms zu 90 % aus Bundesmitteln für die Politik zu einem Instrument der Kirchturmpolitik, englisch pork barrel. Indem die Interstate Highways in und durch die Stadtzentren geführt wurden, konnten nicht nur Immobilieninteressen gefördert, sondern auch großflächige Stadterneuerungsprojekte motiviert werden.
Seit 1991 gilt der Bau des Interstate-Systems als abgeschlossen, obwohl immer noch neue Streckenabschnitte gebaut werden. Die ursprüngliche Kostenschätzung von 25 Milliarden US-Dollar innerhalb von zwölf Jahren wurde weit übertroffen; in 35 Jahren wurden 114 Milliarden US-Dollar ausgegeben.

Schild für die Interstate 95

## Beschilderung
Auf Landkarten und Straßenschildern werden Interstate Highways durch ein blaues Wappenschild mit weißer Zahl und rotem Querstreifen über der Zahl gekennzeichnet. In einigen Bundesstaaten wird über der Straßennummer der jeweilige Bundesstaat aufgeführt. Innerstädtische Alternativstrecken zu den Autobahnen – so genannte Business Routes – verwenden ein Schild mit grüner Hintergrundfarbe, das oft mit einem Interstate-Schild verwechselt wird. Auf den Highways wird eine grüne Hinweis-Beschilderung verwendet.

## Nummernsystem
Das Nummernschema der Interstate Highways wird ebenfalls von der American Association of State Highway and Transportation Officials (AASHTO) verwaltet. Wichtige Interstates erhalten ein- bis zweistellige Nummern. Gerade Nummern verlaufen in Ost-West-Richtung, ungerade Nummern in Nord-Süd-Richtung. (In einigen Fällen benutzen Interstates mit geraden und ungeraden Nummern den gleichen Streckenabschnitt.) Je nördlicher bzw. östlicher, desto höher die Straßennummer. Interstates, deren Nummer glatt durch 5 teilbar ist, sind die wichtigsten Routen, die über besonders lange Strecken führen.
Dreistellige Nummern bezeichnen Autobahnringe und Zubringer zu wichtigeren ein- und zweistelligen Interstate Highways. Sie werden oft in mehreren Bundesstaaten gleichzeitig für unterschiedliche Strecken vergeben. Autobahnringe um größere Städte beginnen oft mit einer geraden Ziffer, Zubringerstrecken hingegen mit einer ungeraden Ziffer. Die Interstate 238 bei Oakland wurde nach der kalifornischen State Route 238 benannt. Sie ist die einzige Interstate mit dreistelliger Nummer, zu der keine zweistellige „Mutterstrecke“ existiert (es gibt keine Interstate 38).

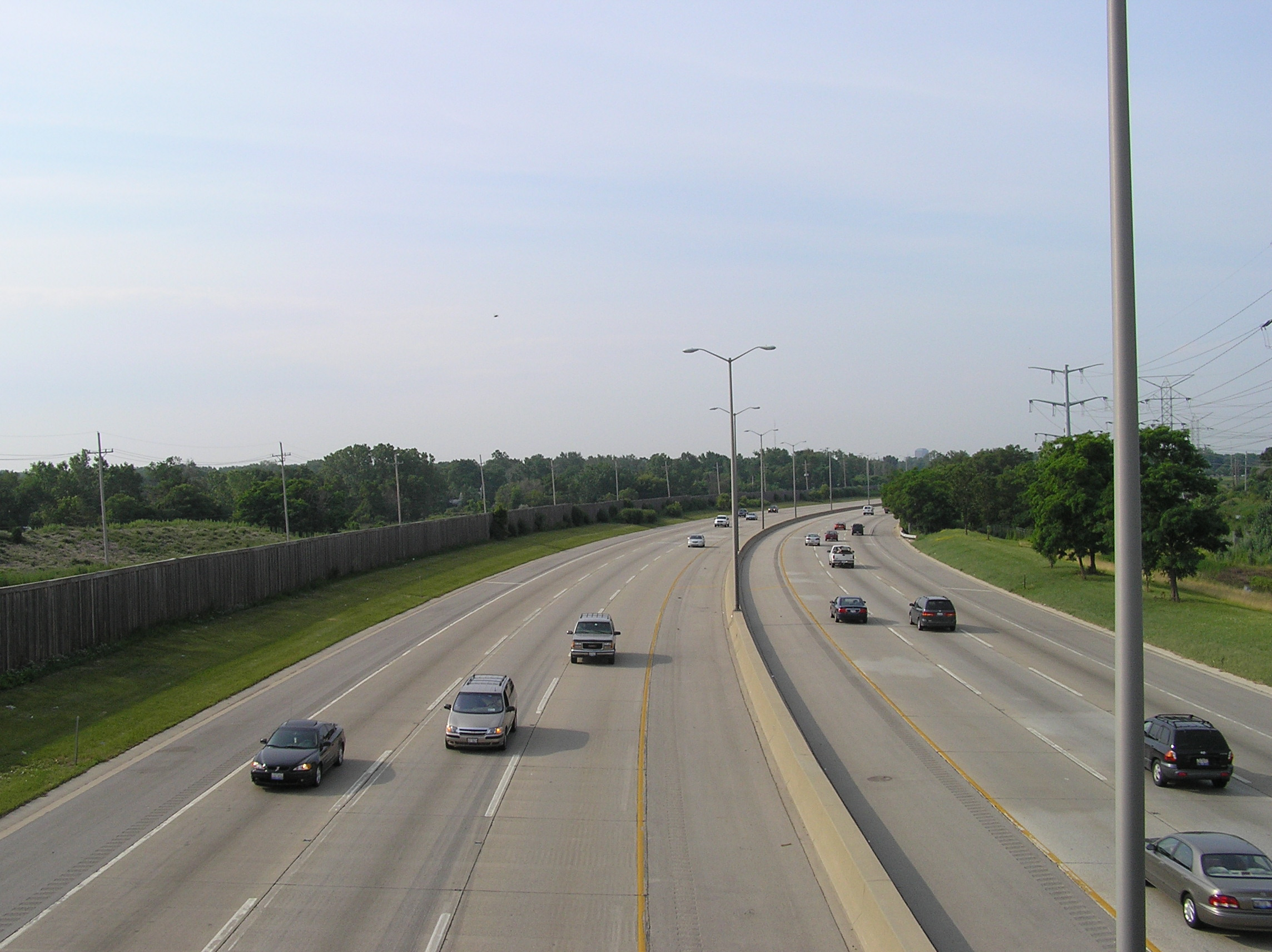
I-355 nahe Chicago

## Geschwindigkeitsbegrenzungen

Karte der Interstate Highways

Ursprünglich sollten die Interstate Highways auf ebener Strecke eine Reisegeschwindigkeit von 70 bis 80 mph (113 bis 129 km/h) ermöglichen. 1974 wurde die zulässige Höchstgeschwindigkeit auf 55 mph (89 km/h) abgesenkt, um nach der Ölkrise 1973 Benzin zu sparen. Nach dem Ende der Ölkrise wurde das Tempolimit zur Förderung der Verkehrssicherheit beibehalten, was jedoch besonders in den bevölkerungsarmen Flächenstaaten abseits der Großstädte auf wenig Gegenliebe stieß. Zwar hatte der Bund keine Gesetzgebungskompetenz in dieser Frage; Staaten indes, die abweichende Regelungen trafen, drohte die Einstellung von Bundesgeldern für den Straßenbau, so dass kein Bundesstaat ausscherte.
Im Jahre 1987 wurde die zulässige Höchstgeschwindigkeit auf Autobahnen außerhalb des städtischen Raums auf 65 mph (105 km/h) angehoben, sofern die Bundesstaaten dies erlaubten; im städtischen Raum wurde 55 mph beibehalten.
Einige Bundesstaaten erhöhten das Tempolimit auf 70 oder 75 mph (113 bzw. 121 km/h). Der Bundesstaat Montana schaffte das Tempolimit auf Interstate Highways ab und forderte die Autofahrer zu „umsichtiger und vernünftiger“ Fahrweise auf. Diese Regelung wurde wegen ihrer schwammigen Formulierung für verfassungswidrig erklärt und stattdessen ein Tempolimit von 75 mph eingeführt.
Seit 1995 führten mehrere Bundesstaaten im Westen der USA eine Höchstgeschwindigkeit von 80 mph (129 km/h) ein. Texas weist ebenfalls 80 mph für einen Verkehrskorridor im Westen des Staats entlang der Interstate 10 aus. Die Straße mit der höchsten Geschwindigkeitsbegrenzung ist ein Abschnitt des Texas State Highway 130 mit 85 mph (137 km/h), also kein Interstate Highway (Stand: Mitte 2017).

## Finanzierung
Bau und Instandhaltung werden durch Mautgebühren und Mineralölsteuern finanziert. Viele Autobahnen der Ostküste, die vor 1956 gebaut wurden, besitzen noch immer Mautstellen. Später erbaute Autobahnstrecken sind jedoch grundsätzlich gebührenfrei.
Die Bundesregierung zahlt Zuschüsse für den Bau und Unterhalt der Straßen, verknüpft diese Zahlungen jedoch mit Forderungen, dass die Bundesstaaten als Gegenleistung ihr Straßenverkehrsrecht den Vorstellungen der Bundesregierung anpassen müssen.
Mit den Vororten ist auch die Verkehrsanbindung gewachsen, die aus Fonds für den Neubau von Interstates finanziert wurden. Einige Interstate Highways sind wie zum Beispiel die I-35 durch private Firmen geführt, um die Kosten der State Departments of Transportation zu senken. Wie die Interstate in Zukunft finanziert werden, steht noch nicht fest. Es ist möglich, dass die Anzahl von Mautstrecken zunehmen wird oder es mehr HOV/HOT Fahrspuren, mautpflichtige Fahrspuren in Ballungsräumen, beispielsweise in den Großräumen von San Diego, Salt Lake City, Minneapolis/Twin Cities, Houston, Dallas, Atlanta und Washington, D.C. geben wird.
Nicht alle Interstate Highways überqueren die Grenzen verschiedener Bundesstaaten. Manche verlaufen nur innerhalb eines Staates, z. B. der Interstate 210 in Kalifornien. Auch die Autobahnen in Hawaii werden als Interstate Highway bezeichnet. Die Autobahnen in Alaska und Puerto Rico werden zwar ebenfalls aus den gleichen Mitteln finanziert, jedoch nicht Interstate Highways genannt.

## Nutzung bei Katastrophen
Die Interstate Highways wurden sowohl für zivilen als auch militärischen Gebrauch konzipiert. Beispielsweise ermöglicht das System der Interstate Highways die rasche Evakuierung von Großstädten im Fall eines drohenden Atomkrieges oder einer drohenden Naturkatastrophe. Im Katastrophenfall werden alle Fahrspuren, inklusive die der Gegenfahrbahn, zur Evakuierung der Bevölkerung freigegeben. Ein Beispiel dafür war New Orleans vor dem Hurrikan Katrina.